# Club Sando FC
Der Club Sando Football Club, kurz Club Sando FC, ist ein Fußballverein aus San Fernando in Trinidad und Tobago. Der Verein spielt in der höchsten Liga, der TT Pro League.

## Erfolge
- National Super League: 2014/2015

## Stadion
Seine Heimspiele trägt der Verein im Ato Boldon Stadium in Couva aus. Das Stadion hat ein Fassungsvermögen von 10.000 Personen.

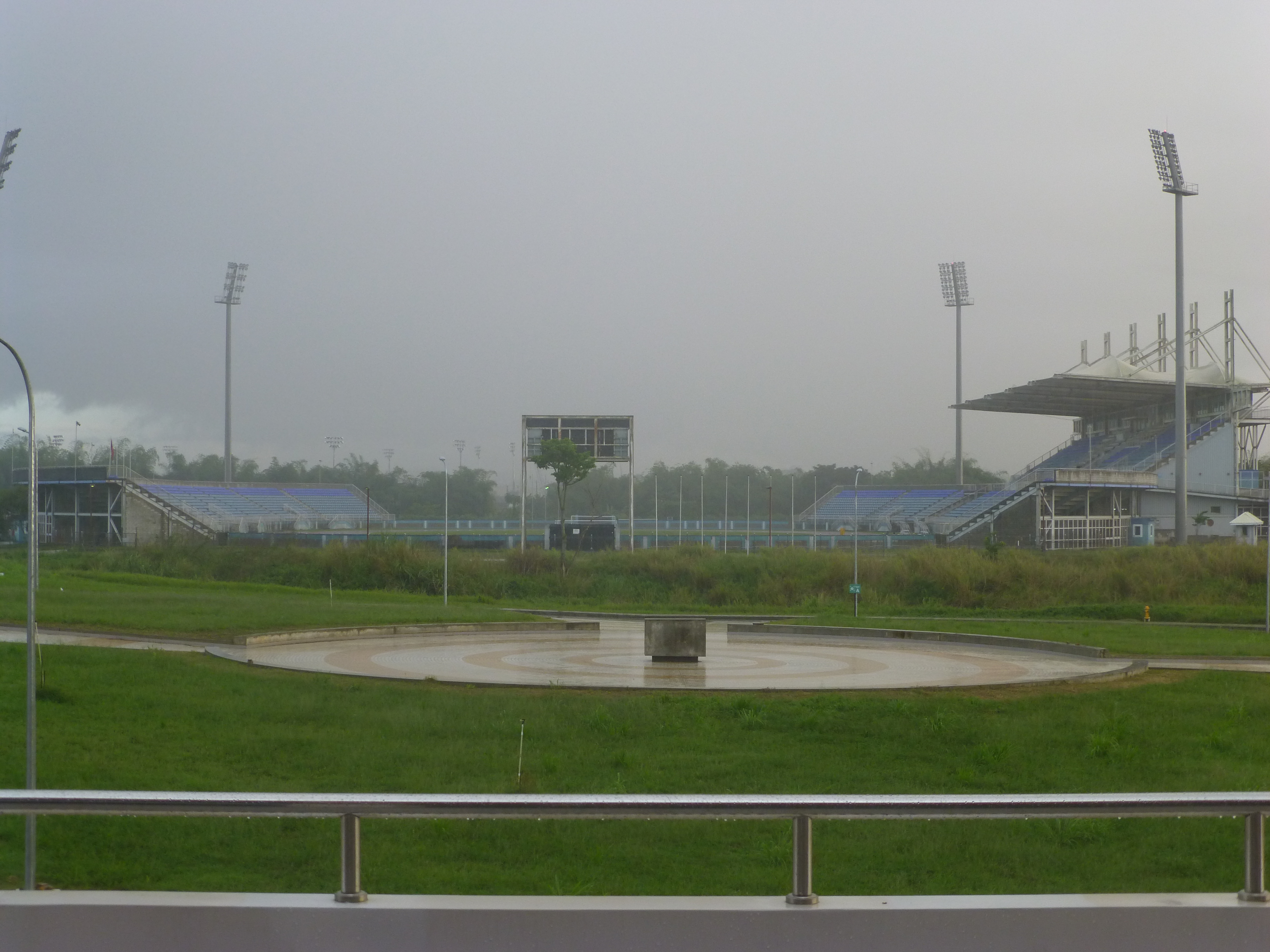
Ato Boldon Stadium

Koordinaten: 10° 25′ 29″ N, 61° 25′ 2″ W

## Trainerchronik
| Trainer         | Nation              | von                | bis           |
| --------------- | ------------------- | ------------------ | ------------- |
| Anthony Streete | Trinidad und Tobago | 1. Juli 2013       | 30. Juni 2016 |
| Angus Eve       | Trinidad und Tobago | 23. September 2016 | heute         |

## Saisonplatzierung
| Saison  | Liga          | Teams | Platz |
| ------- | ------------- | ----- | ----- |
| 2015/16 | TT Pro League | 10    | 7.    |
| 2016/17 | TT Pro League | 10    | 5.    |
| 2017    | TT Pro League | 10    | 4.    |
| 2018    | TT Pro League | 10    | 3.    |
| 2019/20 | TT Pro League | 11    | 7.    |